# Choroba Rubartha
Choroba Rubartha lub zakaźne zapalenie wątroby psów – wirusowa choroba występująca u psów, psowatych oraz niedźwiedzi, przebiegająca z objawami zapalenia wątroby oraz żółtaczki.
Czynnikiem etiologicznym powodującym chorobę jest adenowirus psi typu pierwszego (CAV-1), istnieje również typ 2 tych wirusów (CAV-2) powodujący zakaźne zapalenie tchawicy i oskrzeli u psów

## Patogeneza
Źródłem zakażenia są psy chore i bezobjawowi nosiciele. Do zakażenia dochodzi drogą kropelkową lub pokarmową.
Wirus rozwija się w węzłach chłonnych lub w migdałkach, gdzie rozmnaża się, by wkrótce przeniknąć wraz z krwią do wątroby. Najczęściej występuje u młodych psów – u szczeniąt do 2 tygodnia życia ma szczególnie ostry przebieg. Narażone są również zwierzęta nieszczepione.

## Objawy
Choroba rozwija się z objawami: wysoka gorączka, biegunka, zapalenie gardła, kaszel.

## Leczenie
Choroba Rubartha wymaga specjalistycznej terapii, którą musi prowadzić lekarz weterynarii.
Ze względu na brak leczenia przyczynowego, należy stosować leczenie łagodzące objawy oraz skutki choroby.
U zwierząt nieleczonych, zwłaszcza szczeniąt, może prowadzić do śmierci.

## Zapobieganie
W Polsce dostępne są szczepionki wielowartościowe (przeciwko kilku chorobom) zarejestrowane dla psów.